# أبو زيد الأخضري
هو الشيخ الإمام الصدر أبو زيد عبد الرحمن بن سيدي محمد الصغير بن محمد بن عامر الأخضري البنطيوسي المغربي المالكي الحكيم المنطقي البلاغي، ولد في بسكرة في الجزائر سنة 920هـ على الأصح.
وسمي الأخضري نسبة لقبيلة من العرب والبنطيوسي نسبة إلى بنطيوس من قرى بسكرة.
كان الشيخ الأخضري -رحمه الله- عالما صالحًا زاهدًا ورعًا ذا قدم راسخ في المعقول والمنقول، رحل في طلب العلم إلى تونس، ثم عاد منها إلى بنطيوس، ثم سافر مرة أخرى إلى قسنطينة بالجزائر فأخذ عن علمائها، ثم رجع إلى بلدته واستقر بها ودرَّس بالزاوية التي أنشأها جده محمد بن عامر وتفرغ لها واشتغل فيها بالإقراء والتدريس وإفادة الطلاب وتخريجهم، وأمَّها طلبة العلم من أماكن مختلفة من الجزائر، وجل تآليفه تلقاها المعلمون بالقبول والمتعلمون بالحفظ والاستفادة

## شيوخه
1- والده الشيخ محمد الصغير، أخذ عنه مبادئ علم الحساب والفرائض وكان له أحسن الأثر في تربيته وتلقينه علوم الشرع الشريف.
2- أخوه أحمد بن محمد الصغير، وهو أكبر إخوته أخذ عنه الفقه والمنطق والبيان.
3- الشيخ أبو عبد الله محمد بن علي الخروبي فقيه محدث صوفي ولد بقرية قرقاش من قرى طرابلس الغرب بليبيا ونشأ بالجزائر سنة 959ه، أخذ عنه الطريق ولقنه أوراد الطريقة الشاذلية والزروقية، توفي سنة 963هـ
4- الشيخ عبد الرحمن بن القرون أحمد من مرابطي قرية ليشانة الواقعة بالقرب من مدينة طولقة.
5- الشيخ عمر بن محمد الكماد المعروف بالوزان كان من أكابر علماء قسنطينة، فقيه صوفي عالم في المعقول والمنقول.

## مؤلفاته
1- السلم المنورق . أرجوزة في المنطق تبلغ نحو مائتي بيت نظمها سنة 941هـ وهو ابن إحدى أو ثلاث وعشرين سنة، ورزقت القبول فشرقت وغربت وصار يحفظها المبتدئون في الأزهر وفي جُلِّ معاهد العلم في العالم الإسلامي، وقد تناولها العلماء بالاهتمام والعناية الفائقة تعليمًا وإقراءً وشرحًا وتحشيةً، وقد طبعت مراراً فكانت من أوائل ما طبع في مصر بمطبعة بولاق حيث طبعت سنة 1241هـ، ثم طبعت طباعة حجرية بمصر سنة 1272هـ ثم 1276هـ ثم طبعت سنة 1311هـ، ثم تعدد طبعها بعد ذلك، ومن أهم شروحها شرح العلامة أحمد بن عبد المنعم بن خيام الشافعي الحنفي المالكي الحنبلي -هكذا كان يكتب بخطه- الشهير بالدمنهوري (ت: 1192 هـ) سماه إيضاح المبهم من معاني السُّلم طبع في المطبعة الأميرية بمكة المكرمة سنة 1304هـ، ثم بالمطبعة الميمنية بالقاهرة سنة 1308هـ، ثم بالمطبعة الأزهرية سنة 1310هـ، ثم تكرر طبعه مرات عديدة، وللإمام الباجوري (ت: 1277هـ) حاشية على هذا الشرح طبعت على الحجر في القاهرة سنة 1274هـ ثم سنة 1287هـ ثم بالمطبعة الكاستلية سنة 1282هـ ثم ببولاق سنة 1297هـ ثم طبعت مرارًا بعدها، وكتب عليه العلامة شمس الدين الأمبابي (ت: 1313هـ) تقريرًا، وكذا الشيخ الشرشيمي الصغير وفرغ منه سنة 1275هـ، وشرحها العلامة الشيخ شهاب الدين أحمد الملوي (ت: 1181هـ) شرحين: أحدهما صغير-كتب الشيخ محمد الصبان (ت: 1206هـ) حاشية عليه فرغ منها سنة 1197هـ وطبعت في بولاق سنة 1285هـ ثم في مطبعة وادي النيل سنة 1292هـ ثم بالمطبعة الميمنية سنة 1305هـ ثم بالأزهرية 1311هـ، ثم تكرر طبعها، وأتبعه الشيخ حسن الخفاجي بكتابة تقرير عليها، وكذا الشيخ إبراهيم بصيلة، وكتب عليها حاشية كذلك العلامة الشيخ عطية الأجهوري (ت: 1190هـ)- وشرح آخر كبير، وشرحها العلامة أبو عبد الله محمد بن الحسن البناني (ت: 1193هـ)، وشرحها الشيخ سيدي سعيد قدورة المغربي المالكي، وطبع شرحه مع شرح البناني بمطبعة بولاق سنة 1318هـ مع حاشيتين عليهما، وشرحها العلامة الشيخ حسن بن درويش القويسني شيخ الجامع الأزهر سابقًا (ت: 1255هـ) وطبع بالمطبعة الشرفية بالقاهرة سنة 1314هـ، ثم بالمطبعة الخيرية عام 1322هـ، ثم اختصر هذا الشرح بعد ذلك، وقد كتب العلامة مصطفى البولاقي (ت: 1263هـ) حاشية على هذا الشرح، وشرحها الشيخ الحفني ثم وضع الشيخ البحيري الشافعي تقريرًا على هذا الشرح، وشرحها الشيخ أحمد بن محمد بن محمد بن يعقوب الولالي المغربي المالكي (ت: 1128 هـ)، وشرحها العلامة محمد بن يوسف الغرقي، وآخرون، وكذا للشيخ عبد الوهاب بن قنديل شرح على السلم أيضًا، طبع بمطبعة الجمهور بالقاهرة سنة 1904م.
2- شرح السلم المرونق، وهو شرح على أرجوزته السابقة، طبع مع إيضاح المبهم للدمنهوري بالمطبعة الميمنية بالقاهرة سنة 1308هـ، ثم طبع بالمطبعة الأزهرية عام 1310هـ، ثم تكرر طبعه بعدها، وللشيخ عبد الغني السوداني حاشية على هذا الشرح فرغ منها سنة 1149هـ، وكذا للشيخ محمد بن عيسى بن يوسف الدمياطي (ت: 1178هـ) حاشية على هذا الشرح، وكذا للشيخ سليمان بن السيد طه بن أبي العباس الحريثي المقري الشافعي الشهير بالأكراشي المصري (ت: 1199هـ) حاشية عليه أيضًا، وكذا كتب الشيخ أبو الحسن بن عمر المالكي القلعي التونسي عليه حاشية كذلك.
3- الجوهر المكنون في الثلاثة فنون -أي: المعاني والبيان والبديع- أرجوزة في البلاغة لخصها من مختصر القزويني المسمى تلخيص مفتاح السعادة للسكاكي، وفرغ من نظمها سنة 950هـ، وقد اعتنى بها العلماء أيما عناية وصارت عمدة للمبتدئين في علوم البلاغة فدرست في الأزهر وفي جل معاهد العلم وتناولها العلماء بالشرح والتحشية، وقد طبعت على الحجر في مطبعة المعارف بمصر سنة 1290ه ثم بمطبعة محمد أبي زيد سنة 1304هـ ثم بالمطبعة الخيرية سنة 1306هـ ثم بالمطبعة الشرفية سنة 1306هـ ثم طبعت بعد ذلك مرارًا، وممن شرحها الشيخ أحمد الدمنهوري وسمى شرحه: «حلية اللب المصون بشرح الجوهر المكنون» وقد طبع في مصر على الحجر سنة 1288هـ، ثم طبع بعدها مرارًا، وقد وضع الشيخ مخلوف بن محمد البدوي المنياوي حاشية عليه طبعت في القاهرة سنة 1305هـ وعلى هامشها الشرح المذكور أي حلية اللب المصون.
4- الدرة البيضاء في أحسن الفنون والأشياء. أرجوزة في الحساب والفرائض والوصايا نظمها سنة 940هـ وهو ابن عشرين سنة طبعت على القاعدة المغربية بالجزائر سنة 1328هـ ثم طبعت بالقاهرة بمطبعة شرف سنة 1315هـ.
5- شرح الدرة البيضاء. شرح له على أرجوزته السابقة، وكان قد بدأ شرحه ثم سرقت منه النسخة غير أنها أعيدت إليه بعد مدة، والمؤكد أن شرح القسم الثاني قد أكمله إلا أن القسم الأول والثالث شرحه لهما غير مؤكد، طبع في جزأين بمطبعة شرف سنة 1309هـ، وقد وضع عليها الشيخ أبو عبد الله محمد الدرقاوي المغربي المفتي الفرضي (ت:1199هـ) حاشية لطيفة، طبعت بمطبعة التقدم العلمية بالقاهرة سنة 1325هـ.
6- السراج في الهيئة. منظومة من البحر الطويل في علم الهيئة، نظمها سنة 939هـ وهو ابن تسع عشرة سنة وقد شرحها عبد العزيز بن أحمد بن المسلم كما شرحها الشيخ سحنون بن عثمان بن سليمان بن أحمد بن أبي بكر المداوي الونشريسي وسمى شرحه «مفيد المحتاج على المنظومة المسماة بالسراج».
7- مختصر في العبادات أو مختصر الأخضري على مذهب الإمام مالك، مختصر فقهي على المذهب المالكي، وقد طبع في الجزائر سنة 1324هـ، وقد شرحه الشيخ صالح عبد السميع الآبي الأزهري وسمى شرحه «هداية المتعبد السالك شرح مختصر العلامة الأخضري في مذهب الإمام مالك» طبع بالمطبعة الميمنية سنة 1329هـ، وشرحه الشيخ عبد اللطيف المبيح المرادسي (ت: 980هـ) وسماه «عمدة البيان في عروض الأعيان»، وشرحه الشيخ عبد الكريم الفكون وسماه «الدرر على المختصر».
8- المنظومة القدسية. في التصوف وآداب السلوك نظمها سنة 944هـ، شرحها الشيخ الحسين بن محمد السعيد الورثلاني (ت: 1193هـ) وسماه «الكواكب العرفانية والشوارق الأنسية في شرح ألفاظ القدسية»، وشرحها الشيخ الحسين بن مصباح وسماه «تحفة المستمع والقاري في شرح قدسية الأخضري».
9- اللامية في مدح الرسول صلى الله عليه وسلم.
10- قصيدة في ذكر الأولياء والصالحين.
11- أزهر المطالب في علم الإسطرلاب. أرجوزة نظمها سنة 940هـ وهو ابن عشرين سنة.
12- منظومة في قواعد الإعراب على كتاب مغني اللبيب.
13- الدرة البهية في نظم الآجرومية. نظمها سنة 981هـ.
14- الفريدة الغراء. نظم في علم الكلام.

## وفاته
وقد توفي الشيخ الأخضري -رحمه الله تعالى- سنة 983هـ الموافق 1575م ببلدته بنطيوس من قرى بسكرة ودفن في الزاوية التي عمَّرها بالعلم والعمل بجوار أبيه وضريحه هناك مشهور يزار.